# Bertil "Jompa" Andersson
Knut Bertil Helge "Jompa" Andersson, född 16 december 1929 i Mölndal, död 8 juni 2009 i Säve församling, Göteborg, var en svensk fotbolls- (center) och ishockeyspelare, känd för sina år i Göteborgsklubben Gais under 1950-talet. Han representerade Gais på elitnivå även i bandy och handboll.
Anderssons moderklubb var Krokslätts FF, där han debuterade i A-laget redan som 14-åring och varifrån han värvades till Gais av tränaren Holger Jernsten 1950, efter uppvaktning både från Hammarby IF och AIK. Han spelade 133 seriematcher och gjorde 43 mål för klubben åren 1950–1959, och vann allsvenskan 1954. Han spelade även allsvensk ishockey med Gais HK. Efter den aktiva karriären blev han tränare för den lilla klubben Töllsjö IF.

## Eftermäle
Jompas atletpris är ett idrottspris som delas ut av Gais supporterförening Makrillarna. Priset delades ut första gången 2011, då som ungdomspris. Sedan 2013 delas det ut till en herr- och en damidrottsutövare "med GAIS i själen".